# Сейсмічність Колумбії
Територія Колумбії — характеризується вкрай підвищеною сейсмічністю.

## Загальна характеристика
Сейсмічність Колумбії є досить високою, адже входить до сейсмічно активної зони. Гірська система Анди — один з найбільш сейсмічно небезпечних районів Південної Америки. Це молода гірська система, тут знаходиться велике число діючих вулканів, що становлять Андійський вулканічний пояс: Санґай, Пурасе, Котопахі, Льюльяйльяко (найвищий на Землі), де виникають дуже часті землетруси. 
Основними геотектонічними регіонами Колумбії є: платформний чохол і західна частина Ґвіанського щита, північне закінчення Андського складчастого пояса та Передандський крайовий прогин, який їх розділяє. Постійні тектонічні рухи супроводжуються сейсмічною і вулканічною активністю, вони продовжуються і в наш час.

## Землетруси у минулі століття
25 січня 1999 року, о 13:19 (за місцевим часом), в Колумбії стався руйнівний землетрус силою 6,0 балів за (шкалою Ріхтера). Епіцентр землетрусу знаходився майже за 20 км від міста Арменія (ісп. - Armenia) і 50 км від Перейри. Причиною підземних поштовхів стала субдукція, зсув тектонічної плити Назка, хоча фактично ніяких вертикальних рухів на лінії розлому не було виявлено, на відміну від землетрусів на розломі Сан-Андреас у Каліфорнії. Руйнування від землетрусу зазнали понад тридцяти муніципальних утворень Колумбії, проте основний удар взяли на себе міста Арменія і Перейра. В Арменії жертвами катастрофи стали 543 людини, тяжко поранено — 1700, майже 60 % будівель були повністю зруйновані. У Перейрі втрати були трохи меншими: загинуло — 44 особи, поранено — 650, було стерто з лиця землі 400 будівель.

## Землетруси XXІ століття

### 2013
9 лютого на заході Колумбії було зафіксовано сильний за (шкалою інтенсивності МSK-64) землетрус магнітудою 7,0 балів (за шкалою Ріхтера). Згідно повідомлення Геологічної служби США, епіцентр підземних поштовхів припав на місцевість за 10 км від міста Пасто (департамент Нариньйо). Землетрус був відчутний навіть на півночі сусіднього Еквадору.

### 2014
26 листопада в Колумбії було зафіксовано помірний (за шкалою інтенсивності МSK-64) землетрус магнітудою 5,1 балів (за шкалою Ріхтера). За повідомленням Геологічної служби країни, епіцентр землетрусу знаходився за 7 км від міста Лос-Сантос, столиці департаменту Сантандер.

### 2017
1 жовтня на півночі Колумбії стався помірний (за шкалою інтенсивності МSK-64) землетрус магнітудою 5,7 балів (за шкалою Ріхтера). За повідомленням Європейського середземноморського сейсмологічного центру (EMSC), епіцентр підземних поштовхів знаходився за 90 км на північний захід від міста Кукута, поблизу кордону з Венесуелою. Гіпоцентр поштовхів перебував на глибині 128 км. Спочатку потужність землетрусу сейсмологи оцінили в 5,3 балів, проте пізніше оцінка була підвищена.

### 2019
26 серпня на заході Колумбії стався помірний (за шкалою інтенсивності МSK-64) землетрус магнітудою 5,3 балів (за шкалою Ріхтера). За повідомленням Геологічної служби США, епіцентр підземних поштовхів перебував за 28 км на північний захід від міста Гуапі (близько 30 тис. жителів), гіпоцентр землетрусу залягав на глибині 69,5 км.

### 2022
23 березня, близько 08:34 (за місцевим часом), дрібний тремор магнітудою 4,5 балів (за шкалою Ріхтера) здивував мешканців Чоко. За повідомленням Колумбійської геологічної служби (SGC), телуричний рух середньої інтенсивності зародився в муніципалітеті Новита на глибині близько 81 км. Найближчими до епіцентру і де найбільше відчувавалися поштовхи, були Ріо-Іро, Санта-Ріта, які розташовані приблизно за 21 км від муніципалітету Новита та Медіо-Сан-Хуан.

### 2023
15 травня в Колумбії стався сильно відчутний (за шкалою інтенсивності МSK-64) землетрус магнітудою 4,8 балів (за шкалою Ріхтера). За даними Європейського середземноморського сейсмологічного центру (EMSC), епіцентр землетрусу знаходився поблизу міста Вільявісенсіо з гіпоцентром на глибині 30 км.
17 серпня у Колумбії стався сильно помірний (за шкалою інтенсивності МSK-64) землетрус магнітудою 6,3 балів (за шкалою Ріхтера), внаслідок якого загинула людина, ще декілька осіб отримали поранення. У повідомленні зазначалося, що в епіцентрі землетрусу опинився південний схід столиці країни Боготи. Крім того, місцева влада повідомляє, що в результаті землетрусу було пошкоджено будівлю Палати представників країни. Агентство цивільної оборони Колумбії повідомило про термінову евакуацію жителів з муніципалітету Кальваріо на південний схід від столиці. Також повідомляється про руйнування у місті Вільявісенсіо після землетрусу. Сейсмологи повідомили, шо через кілька хвилин після першого поштовху, було зафіксовано повторні. Другий землетрус був магнітудою 5,6 балів (за шкалою Ріхтера) з наступним афтершоком 4,8 балів.

### 2025
10 січня, о 10:14:32 (за київським часом), в Тихому океані, поблизу узбережжя західної частини Колумбії, стався помірний (за шкалою інтенсивності МSK-64) землетрус магнітудою 5,6 балів (за шкалою Ріхтера). За даними Головного центру спеціального контролю ДКАУ, гіпоцентр землетрусу знаходився на глибині 15 км.
8 червня, о 16:08:06 (за київським часом), в Колумбії стався сильно помірний (за шкалою інтенсивності МSK-64) землетрус магнітудою 6,4 балів (за шкалою Ріхтера). За даними Головного центру спеціального контролю ДКАУ, гіпоцентр землетрусу знаходився на глибині 10 км.